# Antignano
Antignano (Antignan en piemontès) és un municipi situat al territori de la província d'Asti, a la regió del Piemont (Itàlia).
Limita amb els municipis de Celle Enomondo, Costigliole d'Asti, Isola d'Asti, Revigliasco d'Asti, San Damiano d'Asti i San Martino Alfieri.
Pertanyen al municipi les frazioni de Gonella i Perosini.